# Маур
Маур (нім. Maur) — місто  в Швейцарії в кантоні Цюрих, округ Устер.

## Географія
Місто розташоване на відстані близько 105 км на північний схід від Берна, 11 км на схід від Цюриха.
Маур має площу 14,8 км², з яких на 22,4% дозволяється будівництво (житлове та будівництво доріг), 51,6% використовуються в сільськогосподарських цілях, 25,5% зайнято лісами, 0,5% не є продуктивними (річки, льодовики або гори).

## Демографія
2019 року в місті мешкало 10 468 осіб (+9,8% порівняно з 2010 роком), іноземців було 21,5%. Густота населення становила 709 осіб/км².
За віковим діапазоном населення розподілялося таким чином: 20,6% — особи молодші 20 років, 58,8% — особи у віці 20—64 років, 20,6% — особи у віці 65 років та старші. Було 4527 помешкань (у середньому 2,3 особи в помешканні).
Із загальної кількості 2212 працюючих 94 було зайнятих в первинному секторі, 288 — в обробній промисловості, 1830 — в галузі послуг.